# Clematis cadmia
Clematis cadmia là một loài thực vật có hoa trong họ Mao lương. Loài này được Buch.-Ham. ex Hook.f. & Thomson mô tả khoa học đầu tiên năm 1872.